# 腸痛水
腸痛水（英語：Gripe water），俗稱肥仔水，是一種專門為嬰兒而設計的藥，以紓緩嬰兒腸胃「入風」而引起的初生嬰兒腸痛問題。儘管在臨床未有確切證據認為本產品確實具效用，由於藥品不含糖分及酒精，一般不會對嬰兒構成傷害，還可以幫助嬰兒嗝出腸胃裡的氣，因而為嬰兒照顧者使用。
成份包括碳酸氫鈉（蘇打粉）、刁草油等等，由英國藥劑師吳德物次於1851年發明。原來的配方還包括酒精和糖，但現時已取走。